# Batalló Louise Michel
Amb el nom de Batalló Louise Michel hom coneix dues unitats militars formades per francesos i belgues que participaren en les Brigades Internacionals durant la Guerra Civil espanyola, el nom de les quals recordava Louise Michel, una heroïna de la Comuna de París el 1871.
- El primer batalló era format per un petit nombre de voluntaris que havien estat operant des de Barcelona a partir de la tardor del 1936 i que aviat s'integraren en altres unitats de la XI i XIII Brigada Internacional.

- El segon es va formar a Albacete, als centres de reclutament i formació dels membres de les Brigades Internacionals, l'octubre del 1936. Formà part de la XIII Brigada. El gener del 1938 es fusionà amb el Batalló Henri Vuillemin de la XIV Brigada Internacional.[1]